# Корнбарије
Корнбарије (фр. Cornebarrieu) насеље је и општина у јужној Француској у региону Миди Пирене, у департману Горња Гарона која припада префектури Тулуз.
По подацима из 2011. године у општини је живело 5761 становника, а густина насељености је износила 308,07 становника/km². Општина се простире на површини од 18,7 km². Налази се на средњој надморској висини од 180 метара (максималној 188 m, а минималној 130 m).

## Демографија
| 1962. | 1968. | 1975. | 1982. | 1990. | 1999. | 2011. |
| ----- | ----- | ----- | ----- | ----- | ----- | ----- |
| 1.217 | 1.844 | 2.524 | 2.803 | 3.794 | 4.695 | 5.761 |

График промене броја становника у току последњих година